# Choisy
Pour les articles homonymes, voir Choisy (homonymie).
Choisy est une commune française située dans le département de la Haute-Savoie, en région Auvergne-Rhône-Alpes.

## Géographie

### Localisation

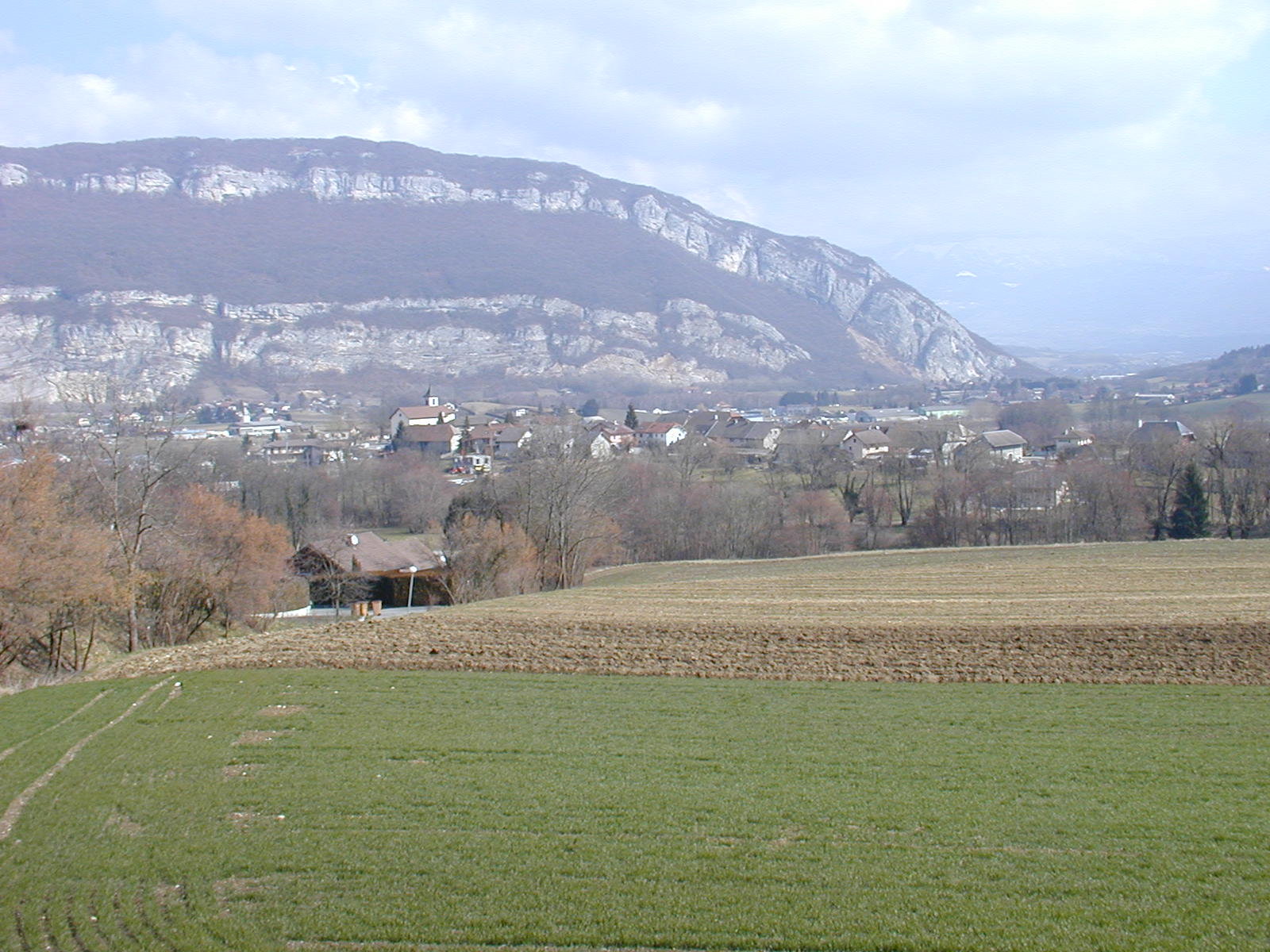
La montagne de la Mandallaz.

Le territoire de la commune de Choisy est situé dans le sud-est de la France, au cœur du département de la Haute-Savoie, sur le versant ouest de la Mandallaz, dans le quart nord-ouest des Alpes françaises.
La commune de Choisy est située à une quinzaine de kilomètres au nord-nord-ouest d'Annecy et à une trentaine de kilomètres au Sud de Genève. Elle se trouve à une altitude de 611 m à la mairie. Avec une situation de piémont, orienté à l'ouest, le terroir est une suite de collines herbeuses, culminant au sud-est à 906 m (la montagne de la Mandallaz). Le point le plus bas (382 m) se situe à la confluence du ruisseau des Vignettes et des petites Usses.

### Communes limitrophes
La commune de Choisy est limitrophe de sept communes. Au nord, la commune de Choisy est bordée par le territoire de Cercier. Puis au nord-ouest, la commune touche le village de Marlioz. À l'ouest, on trouve la commune de Sallenôves. Au sud-ouest, Choisy partage sa limite territoriale avec la commune de Mésigny, et au sud avec la commune de La Balme-de-Sillingy. Au sud-est, se trouve la commune de Cuvat. Enfin de l'est au nord-est, Choisy est limitrophe d'Allonzier-la-Caille.
| Marlioz    | Cercier              |                     |
| Sallenôves | Choisy               | Allonzier-la-Caille |
| Mésigny    | La Balme-de-Sillingy | Cuvat               |

Voici ci-dessous une carte représentant le découpage territorial des communes limitrophes :

### Climat
Le climat est de type montagnard. La commune bénéficie d’un bon ensoleillement du fait de sa situation.

### Voies de communication
Choisy se situe entre la route départementale 1508 à l'ouest (D 1508, ancienne nationale 508), la départementale 1201 à l'ouest (D 1201, ancienne nationale 201) doublée de l'autoroute A41, et la départementale 2 au nord.

### Morphologie urbaine

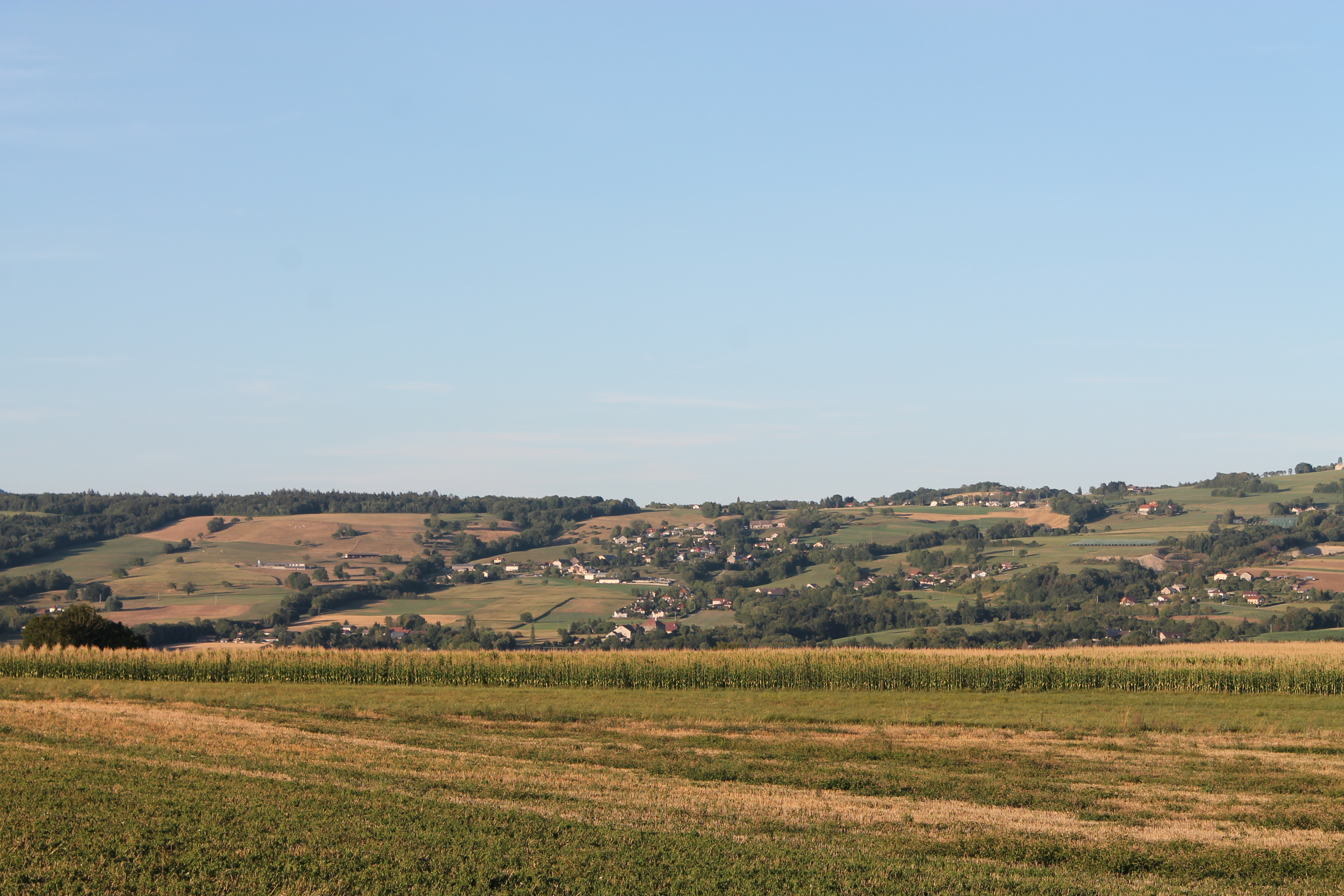
Vue de Choisy depuis La Bonasse (La Balme-de-Sillingy), août 2018.

La commune comprend 30 hameaux en plus du chef-lieu ; le paysage rural de collines explique leur grand nombre :
- Arthaz
- Avrenay
- Ballaison
- Buaz
- Buidon-Village
- Champ-Fleury
- Charave
- Chez Basset
- Chez Berthoud
- Chez Bonnet
- Chez Croset
- Chez Gorre
- Chez Grillon
- Chez Krattinger
- Chez Langin
- Chez Perroud
- Chez Roullin
- Combes
- Ferme de l'Hospice
- Fresnay
- Le Château
- Les Bourgeois
- Les Crêts
- Les Mégevands
- Les Parents
- Menulles
- Rosière
- Rossy
- Vers Martinet
- Véry

De nombreux hameaux portent le nom des familles qui ont vécu dans ces lieux par le passé.

## Urbanisme

### Typologie
Au 1er janvier 2024, Choisy est catégorisée commune rurale à habitat dispersé, selon la nouvelle grille communale de densité à sept niveaux définie par l'Insee en 2022.
Elle est située hors unité urbaine. Par ailleurs la commune fait partie de l'aire d'attraction d'Annecy, dont elle est une commune de la couronne,. Cette aire, qui regroupe 79 communes, est catégorisée dans les aires de 200 000 à moins de 700 000 habitants,.

### Occupation des sols
L'occupation des sols de la commune, telle qu'elle ressort de la base de données européenne d’occupation biophysique des sols Corine Land Cover (CLC), est marquée par l'importance des territoires agricoles (74,7 % en 2018), en diminution par rapport à 1990 (76,1 %). La répartition détaillée en 2018 est la suivante : 
prairies (32 %), terres arables (26,4 %), forêts (18,6 %), zones agricoles hétérogènes (16,3 %), zones urbanisées (6,7 %).
L'IGN met par ailleurs à disposition un outil en ligne permettant de comparer l’évolution dans le temps de l’occupation des sols de la commune (ou de territoires à des échelles différentes). Plusieurs époques sont accessibles sous forme de cartes ou photos aériennes : la carte de Cassini (XVIIIe siècle), la carte d'état-major (1820-1866) et la période actuelle (1950 à aujourd'hui).

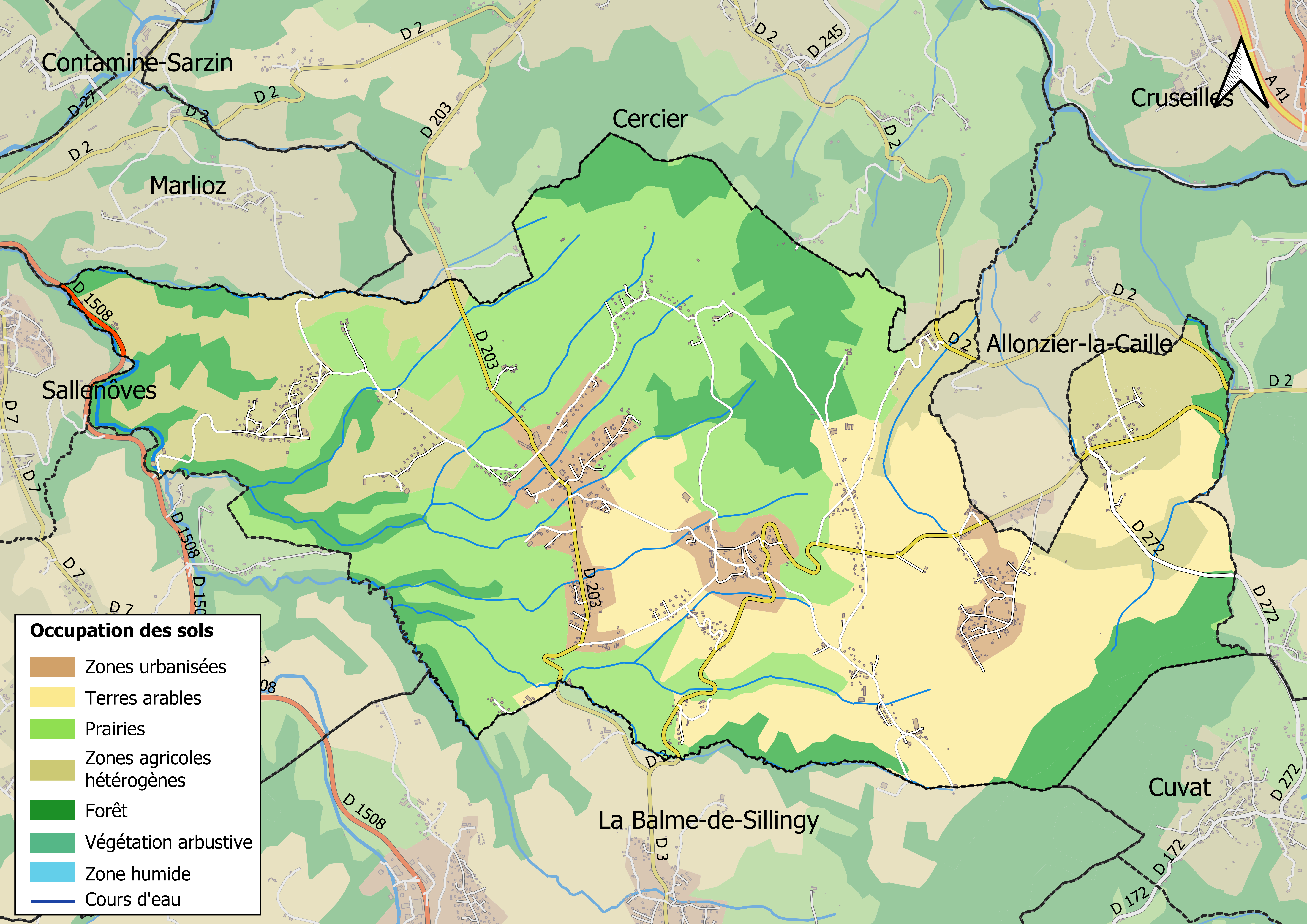
Carte des infrastructures et de l'occupation des sols en 2018 (CLC) de la commune.
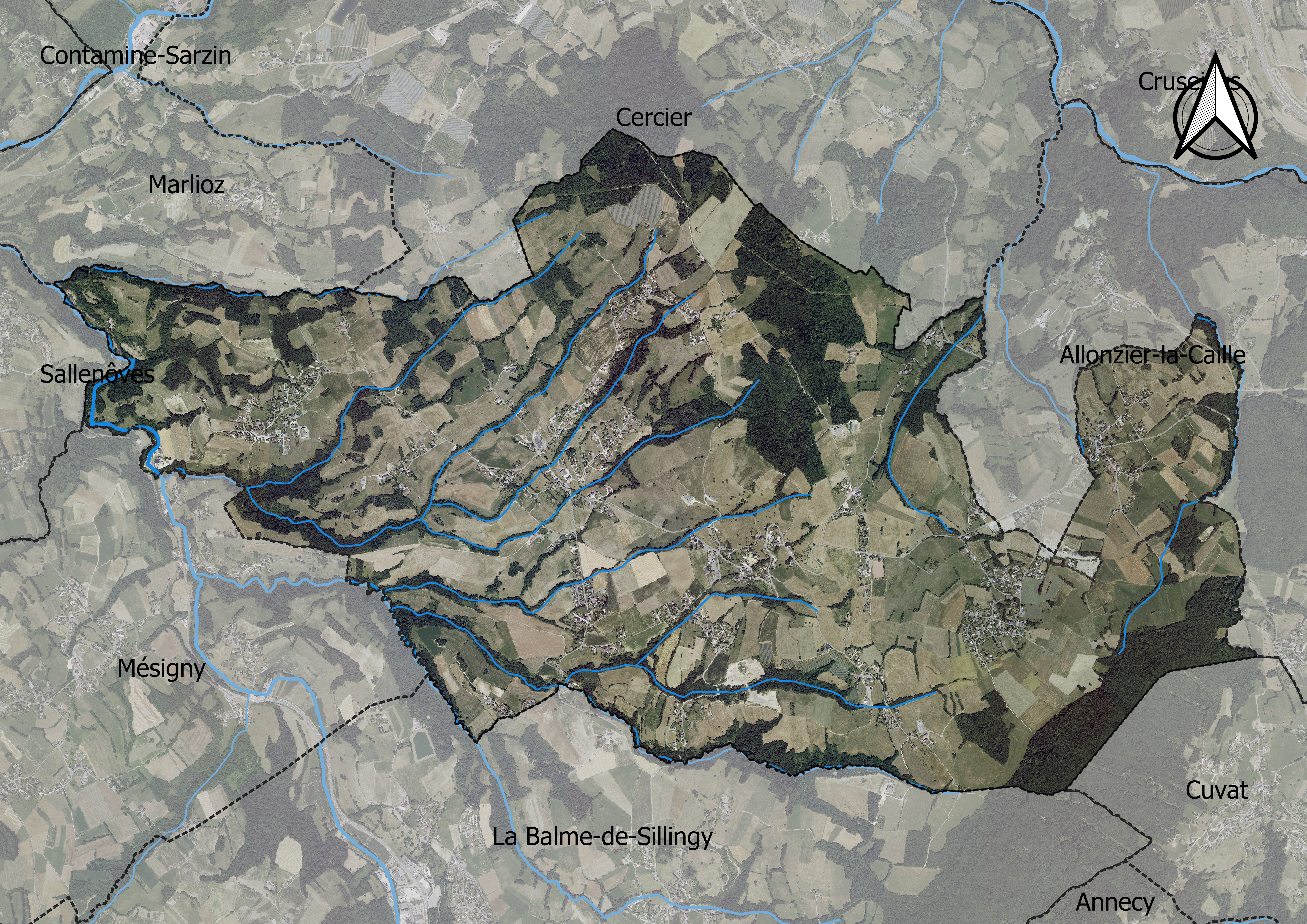
Carte orthophotogrammétrique de la commune.

## Toponyme
Selon l'abbé Gros, Choisy est un toponyme dérivé d'un nom de domaine gallo-romain Cauciacum. Le nom est constitué du gentilice Caucius auquel a été ajouté le suffixe -acum. Ainsi le village est mentionné sous la forme Cosiacus selon le Régeste genevois ou encore par Curatus de Choysie (vers 1344).
En francoprovençal, le nom de la commune s'écrit Choézi, selon la graphie de Conflans.

## Histoire
La présence antique est affirmée par la découverte d'une tombe au hameau de Rossy.

### Moyen Âge
Le village de Choisy fait partie de la province historique du Genevois des États de Savoie, et plus précisément de la seigneurie de Vulpillières (ou de la Vulpillière), dont le château est situé à Avregny (2,5 km au nord-est de Choisy), entre la rivière des Usses et le ruisseau de Mounant. Il s'agit d'un château à motte de Templiers à donjon carré, datant du XIe siècle environ.
La seigneurie de Vulpillières passe au XIIIe siècle à la maison de Compey, dont le fief principal est le château de Thorens, situé 15 km à l'est de Choisy. En 1479, à la suite de nombreux crimes et autres abus des seigneurs de Compey, le duc de Savoie Philibert Ier confisque leurs biens, avec donc la seigneurie de Vulpillières.
La maison forte de Choisy est mentionnée en 1479 dans un acte de reconnaissance comme : « avec mère mixte et omnimode juridiction haute, moyenne, basse, fourches piloris et autres supplices pour son exercice avec tous les hommes, hommages, eaux, moulins, fours et autres artifices, prés terre et vignes.». L'entrée du domaine seigneurial se fait par un colombier-porche de plan quadrangulaire, relié à l'enceinte. Il jouxte la chapelle qui est installée dans un petit bâtiment annexe.

### La seigneurie de Vulpillières

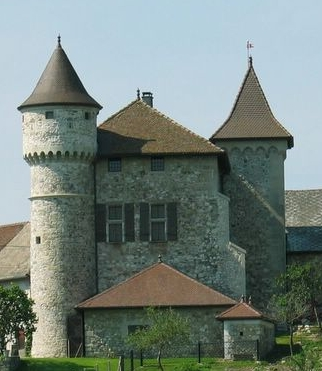
Château de Rossy.

En 1533, la seigneurie de Vulpillières revient au comte de Genève, qui en confie l'administration à Jacques de Dalmaz, avant de la vendre en 1568 à Louis de Reydet, notaire de la Chambre apostolique, qui reçut des lettres de noblesse en 1560,.
Le château de Choisy est quant à lui construit en 1559 par le notaire Catherin Pobel, président du conseil présidial du Genevois et premier président du Sénat de Savoie tout juste créé, qui avait acheté à François de Sales (père du saint du même nom) la juridiction du fief de Choisy. L'union de sa fille avec Louis de Reydet fait entrer les seigneuries de Choisy et de Vulpillières dans la famille de Reydet.
La branche aînée des Reydet est propriétaire de la seigneurie et reçoit le titre de comte, tandis que la branche cadette possède Choisy et reçoit le titre de comte de Choisy. Les premiers occupent Vulpillières jusqu'en 1768, et le nom des seconds s'éteint à la fin du XVIIe siècle, la seigneurie de Choisy passant alors à la famille Conzié jusqu'à la Révolution française (1792).
La famille de Reydet est à l'origine du château de Rossy (ci-contre).

### Époque contemporaine

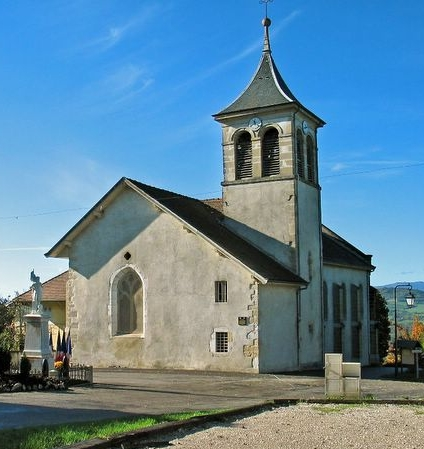
Église de Choisy.

La paroisse du hameau de Véry (placée sous le vocable de saint Julien), dépendante de Choisy, est supprimée par le concordat de 1801. Choisy garde la paroisse du chef-lieu, dédiée à saint Benoît. En 1880, la population dépassant les mille âmes, l'église de Choisy est reconstruite, dans le style néo-gothique tout en conservant le chœur du XVe siècle et une partie du clocher.
Dès lors, les Choisyliens sont de moins en moins nombreux à s'accrocher à la terre. La culture céréalière et l'élevage laitier sont d'un bon rendement ; la commune possède également trois fruitières (une au chef-lieu, et deux dans les hameaux de Charave et Buaz ; les fruitières du chef-lieu et de Buaz ont fusionné en 1980, et se sont associées avec celle de Cercier). Mais la proximité de la ville attire les jeunes, qui quittent le village. S'ils sont encore 824 en 1911, la Première Guerre mondiale emporte 42 jeunes Choisyliens et ils ne sont plus que 683 habitants en 1921. En 1968 la population est au plus bas (524 habitants), elle remontera à partir de 1975 notamment.

## Politique et administration

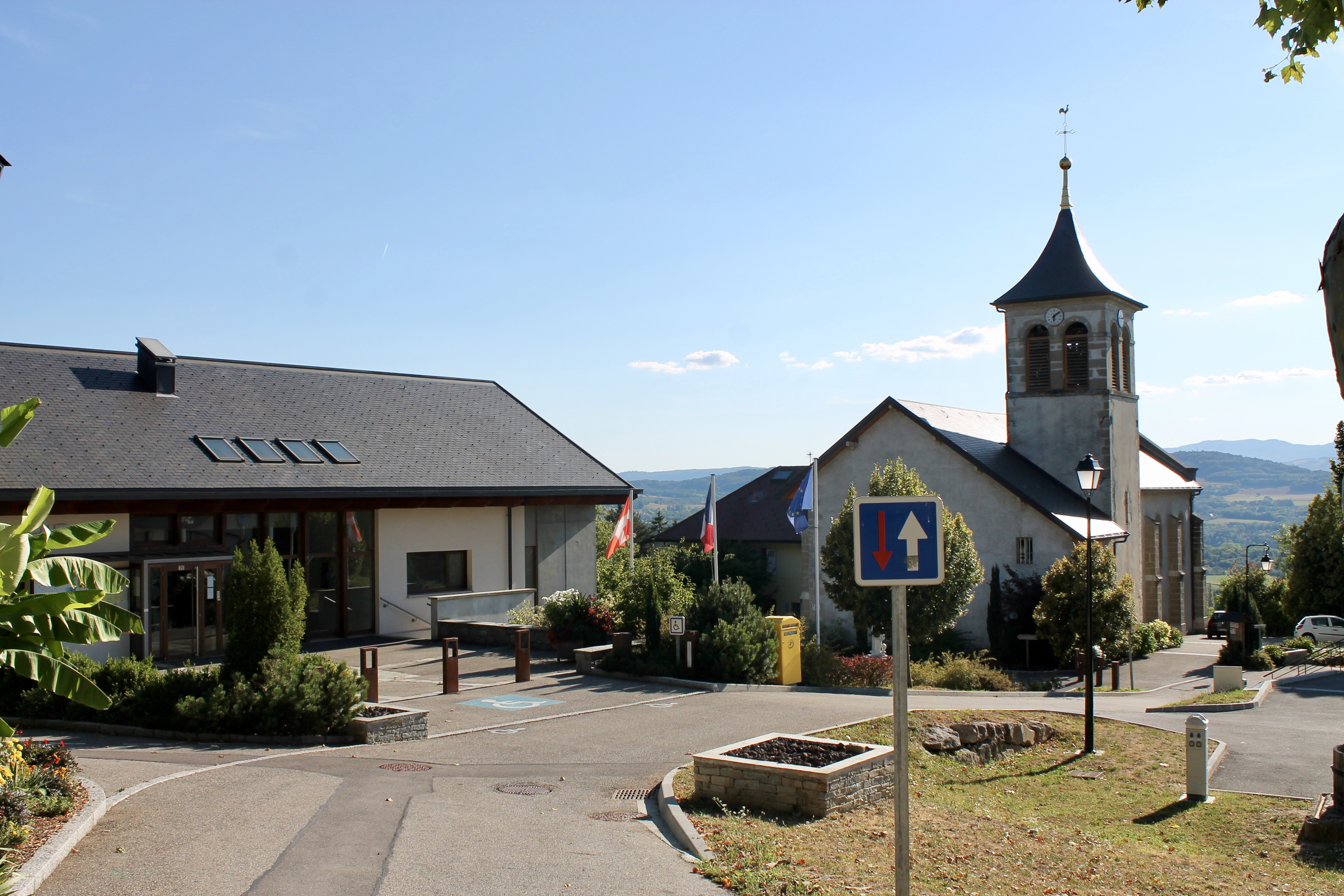
Mairie et église de Choisy (août 2018).

### Situation administrative
La commune de Choisy appartient au canton d'Annecy-1, qui compte, selon le redécoupage cantonal de 2014, 9 communes et une fraction de la ville d'Annecy. Avant ce redécoupage, elle appartenait au canton d’Annecy-Nord-Ouest.
Elle fait partie de la communauté de communes de Fier et des Usses (CCFU) qui regroupe six autres communes : Sillingy, La Balme-de-Sillingy, Lovagny, Mésigny, Nonglard et Sallenôves. Initialement, les six communes rurales du canton d’Annecy-Nord-Ouest forme en 1992 un EPCI autour du territoire du Fier et des Usses, qui évolue en 2002 en communauté de communes, que la commune de Sallenôves rejoint.
Choisy relève de l'arrondissement d'Annecy et de la première circonscription de la Haute-Savoie, dont le député est Bernard Accoyer (UMP) depuis les élections de 2012.

### Liste des maires

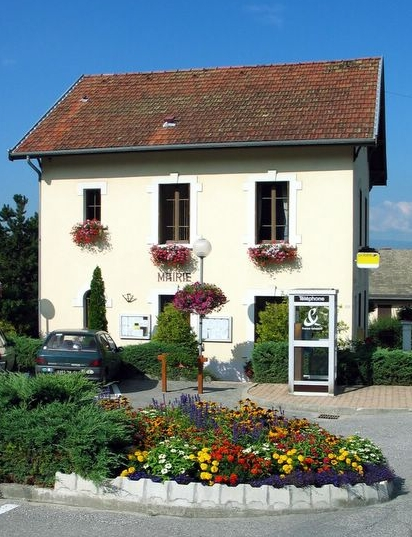
Ancienne mairie de Choisy.

Avant l'année 1792, la commune de Choisy était dirigée par le premier syndic et son conseil. Dans la nuit du 21 au 22 septembre 1792, l'armée des Alpes française envahit et annexe le duché de Savoie. Quelques jours plus tard, quatre commissaires envoyés par la Convention sont chargés de mettre en place l'élection d'une assemblée des Communes.

Les maires présentés dans la liste ci-après entre 1793 et 1814 sont consécutifs à cette période d’annexion qui prendra fin partiellement avec le traité de Paris de 1814 (partition de la Savoie) puis complètement avec le second Traité de Paris de 1815 qui restitue l'ensemble de la Savoie au royaume sarde (Victor Emmanuel Ier). À la suite de cette Restauration des États de Savoie, Choisy retrouve le système de gestion sarde jusqu'à l'Annexion de la Savoie à la France, à la suite du traité de Turin de 1860.
| Période                                  | Période  | Identité           | Étiquette | Qualité |
| ---------------------------------------- | -------- | ------------------ | --------- | ------- |
| 1793                                     | 1793     | François Dusonchet | ...       | ...     |
| 1794                                     | 1794     | Georges Ducruet    | ...       | ...     |
| 1795                                     | 1798     | Antoine Blandin    | ...       | ...     |
| 1799                                     | 1810     | Claude Lacroix     | ...       | ...     |
| 1811                                     | 1814     | Antoine Blandin    | ...       | ...     |
| 1860                                     | 1871     | Jean Berthoud      | ...       | ...     |
| 1871                                     | 1884     | Joseph Balleydier  | ...       | ...     |
| 1884                                     | 1888     | Jean Pallud        | ...       | ...     |
| 1888                                     | 1900     | Joseph Balleydier  | ...       | ...     |
| 1900                                     | 1919     | Auguste Philippe   | ...       | ...     |
| 1919                                     | 1935     | Léon Pernoud       | ...       | ...     |
| 1935                                     | 1945     | Émile Baussy       | ...       | ...     |
| 1945                                     | 1959     | Fernand Blandin    | ...       | ...     |
| 1959                                     | 1980     | Francis Lavorel    | ...       | ...     |
| 1980                                     | 1995     | Max Bourlier       | DVD       | ...     |
| 1995                                     | 2020     | Bernard Seigle     | ...       | ...     |
| 2020                                     | En cours | Yves Guillotte     | ...       | ...     |
| Les données manquantes sont à compléter. |          |                    |           |         |

## Population et société

### Démographie
Ses habitants sont appelés les Choisyliennes et Choisyliens.
L'évolution du nombre d'habitants est connue à travers les recensements de la population effectués dans la commune depuis 1793. Pour les communes de moins de 10 000 habitants, une enquête de recensement portant sur toute la population est réalisée tous les cinq ans, les populations de référence des années intermédiaires étant quant à elles estimées par interpolation ou extrapolation. Pour la commune, le premier recensement exhaustif entrant dans le cadre du nouveau dispositif a été réalisé en 2005.

En 2022, la commune comptait 1 704 habitants, en évolution de +7,44 % par rapport à 2016 (Haute-Savoie : +6,01 %, France hors Mayotte : +2,11 %).
| 1793 | 1800 | 1806 | 1822 | 1838 | 1848  | 1858 | 1861 | 1866 |
| ---- | ---- | ---- | ---- | ---- | ----- | ---- | ---- | ---- |
| 585  | 592  | 569  | 720  | 969  | 1 037 | 922  | 950  | 955  |

| 1872  | 1876  | 1881 | 1886  | 1891  | 1896 | 1901 | 1906 | 1911 |
| ----- | ----- | ---- | ----- | ----- | ---- | ---- | ---- | ---- |
| 1 029 | 1 035 | 979  | 1 021 | 1 054 | 937  | 815  | 810  | 824  |

| 1921 | 1926 | 1931 | 1936 | 1946 | 1954 | 1962 | 1968 | 1975 |
| ---- | ---- | ---- | ---- | ---- | ---- | ---- | ---- | ---- |
| 683  | 700  | 648  | 649  | 620  | 592  | 570  | 524  | 551  |

| 1982 | 1990  | 1999  | 2005  | 2006  | 2010  | 2015  | 2020  | 2022  |
| ---- | ----- | ----- | ----- | ----- | ----- | ----- | ----- | ----- |
| 767  | 1 068 | 1 365 | 1 529 | 1 548 | 1 556 | 1 558 | 1 688 | 1 704 |

Signalé en 1365 comme un bourg de 60 feux (60 foyers, soit plus de 300 personnes), Choisy atteignait 86 feux en 1605, 436 habitants en 1773, 720 en 1822, 969 en 1838, 1 029 en 1872, 1 054 en 1891. On note une régression en 1901 : 824 habitants qui deviennent 815 en 1911. Les 42 habitants de Choisy tombés durant la Première Guerre mondiale constituent une saignée difficile à compenser. En 1921, Choisy compte 683 habitants, et en 1931 648. L'attrait des villes va dépeupler Choisy : 620 habitants en 1946, 592 en 1954, 570 en 1962, 524 en 1968.
L'amélioration du réseau routier va amorcer la remontée dès 1975 : 551 habitants. En deux ans, 1976 et 1977, se construiront près de 50 habitations. En trois ans, 1978, 1979 et 1980, s'ajouteront encore 48 constructions. À partir de 1981, la crise rendant plus hasardeuse la construction individuelle, l'augmentation du taux des prêts, le coût des carburants rapprochant l'habitat des lieux d'emploi, ont freiné cette progression.
Le recensement de 1982 fait état de 767 habitants, parmi lesquels 401 hommes et 336 femmes, 273 de moins de 20 ans, 73 de 20 à 29 ans, 156 de 30 à 39 ans, 168 de 40 à 59 ans et 97 de plus de 60 ans. Un recensement complémentaire en 1985 fait état de 903 habitants.
En 1990, la population retenue par le recensement est de 1 070 habitants, soit une augmentation de près de 40 % depuis 1982. On note une évolution de 94 % en 15 ans, c'est-à-dire qu'en 1990 un Choisylien sur deux est un « nouveau », la commune a retrouvé sa population d'il y a 150 ans. La population de 1990 se segmente comme suit : sur 1 070 habitants, on note 565 hommes, 505 femmes et 495 actifs. Sur les 495 actifs, 401 sont salariés, 94 sont non-salariés. Il faut noter également 25 demandeurs d'emploi (7 hommes, 18 femmes), 17 apprentis ou stagiaires et 113 retraités.
À l'aube du XXIe siècle, Choisy bat un record historique : le recensement de 1999 fait état de 1 384 habitants, et celui de 2005 de 1 529 habitants. À cette population, on peut ajouter une trentaine environ de résidents secondaires. L'examen des chiffres fait apparaître une augmentation de 150 % en 30 ans et près de deux Choisyliens sur trois sont des nouveaux arrivés depuis 1968.

### Enseignement
La commune de Choisy relève de l'académie de Grenoble. Elle dispose de plusieurs établissements éducatifs que sont :
- l'école maternelle publique de Choisy[23] ;
- l'école élémentaire publique de Choisy[24].

### Manifestations culturelles et festivités
De nombreux événements sont organisés sur la commune, comme la fête des mères et des pères, la remise des prix maisons fleuries ou encore les cérémonies commémoratives du 8 mai ou 11 novembre.
La commune de Choisy ne dispose d'aucun cinéma. Cependant, durant les mois de novembre et décembre, un « Ciné bus » est présent au chef-lieu.

### Sport
Le club loisir de Choisy propose des activités sportives et il est également possible de pratiquer la randonnée et le VTT.

## Économie

### Revenus et fiscalité
En 2004, les revenus moyens par ménage s'élèvent à environ 21 297 € par an, ce qui est supérieur à la moyenne nationale de 15 027 € par an.

### Logement
Le nombre total de logements dans la commune est de 531, majoritairement des maisons individuelles (93,9 %, contre 5,4 % d'appartements), et majoritairement des résidences principales (86,4 %, contre 9,6 % de résidences secondaires et 4 % de logements vacants). Le prix moyen de l'immobilier en 2008 est de 3 197 € par m² à la vente, et de 2,22 € par m² et par mois à la location.
La proportion d'habitants propriétaires de leur logement (87,8 %) est très supérieure à la moyenne nationale (près de 55,3 %) ; inversement, la proportion de locataires (6,5 %) sur l'ensemble des logements est très inférieure à la moyenne nationale (39,8 %). On peut noter également que 5,7 % des habitants de la commune sont des personnes logées gratuitement, ce qui est comparable à la moyenne nationale de 4,9 %.

### Emploi
La population active totale de Choisy s'élève à 666 personnes. Le taux d'activité entre 20 et 59 ans est de 87 %, ce qui place la commune dans la moyenne nationale de 82,2 %. Le taux de chômage, en 2005, est relativement faible par rapport à la moyenne nationale qui est de 9,6 %. On dénombre 43 chômeurs. En 1999, le taux de chômage était de 6,5 %. Cependant en 2005, ce même taux diminue, de façon notoire, pour atteindre les 4,9 %. En tout et pour tout, la population comprend 48,8 % d'actifs, 12,3 % de retraités, 29,8 % de jeunes scolarisées et 9,1 % de personnes sans activités.
|                   | Agriculteurs | Artisans, commerçants, chefs d'entreprise | Cadres, professions intellectuelles | Professions intermédiaires | Employés | Ouvriers |
| ----------------- | ------------ | ----------------------------------------- | ----------------------------------- | -------------------------- | -------- | -------- |
| Choisy            | 5,3 %        | 7,1 %                                     | 10,7 %                              | 30,8 %                     | 23,1 %   | 23,1 %   |
| Moyenne nationale | 2,4 %        | 6,4 %                                     | 12,1 %                              | 22,1 %                     | 29,9 %   | 27,1 %   |

Sources des données : INSEE

### Entreprises
Une trentaine d'artisans et de commerçants avec une grande majorité dans le secteur du bâtiment exercent sur Choisy. Il n'y a aucune activité industrielle.
L'agriculture reste l'activité dominante avec une trentaine d'exploitations en production laitière. La jeunesse de la majorité des exploitants agricoles et leur dynamisme sont une garantie pour la préservation et la qualité des paysages. Leur coopérative laitière collecte 3,5 millions de litres de lait transformé en fromages (abondance ou emmental).
La vie associative est importante dans la commune, où une vingtaine d'associations organisent toutes sortes d'activités.

## Culture et patrimoine

### Lieux et monuments

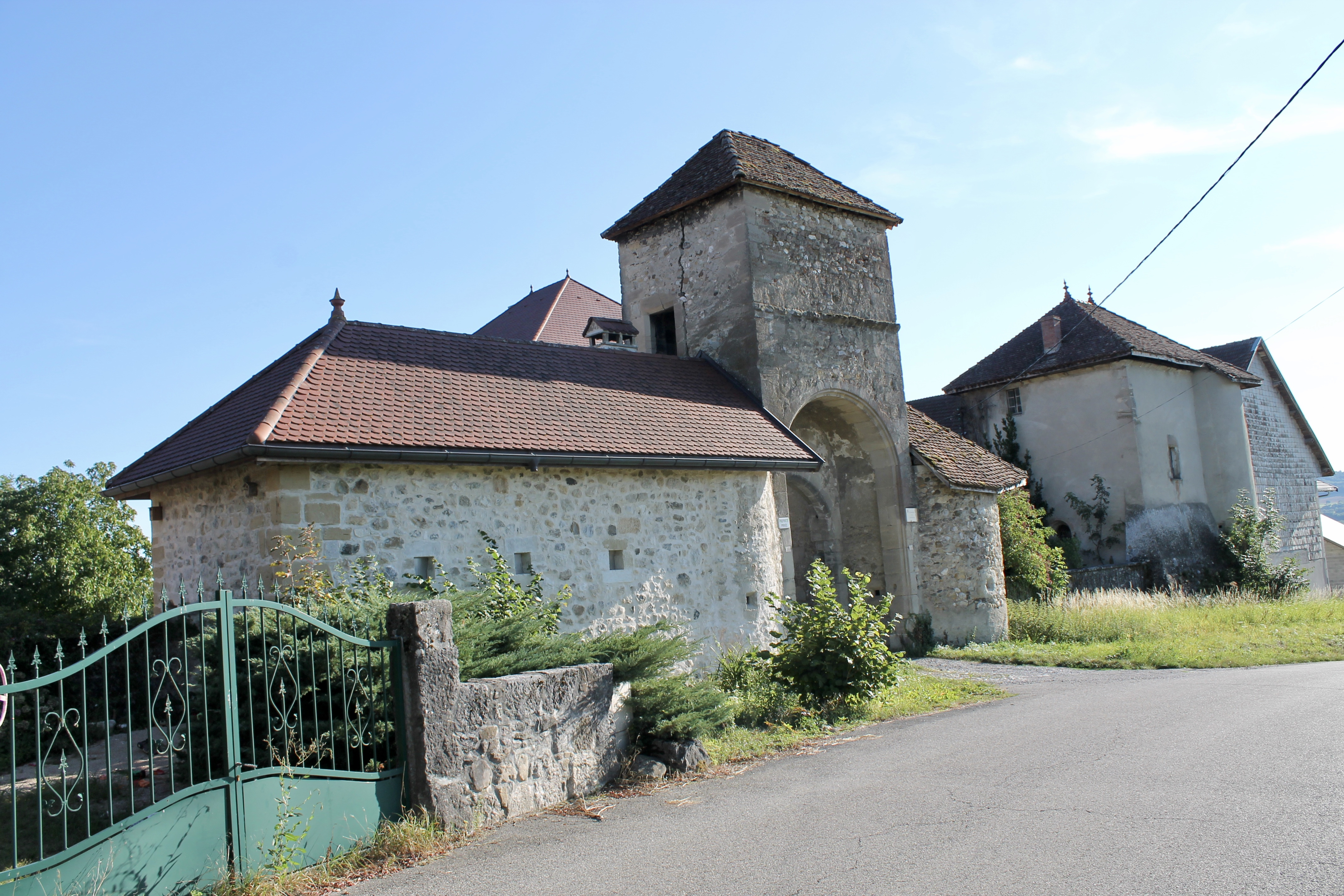
Château de Choisy et sa tour-porte.
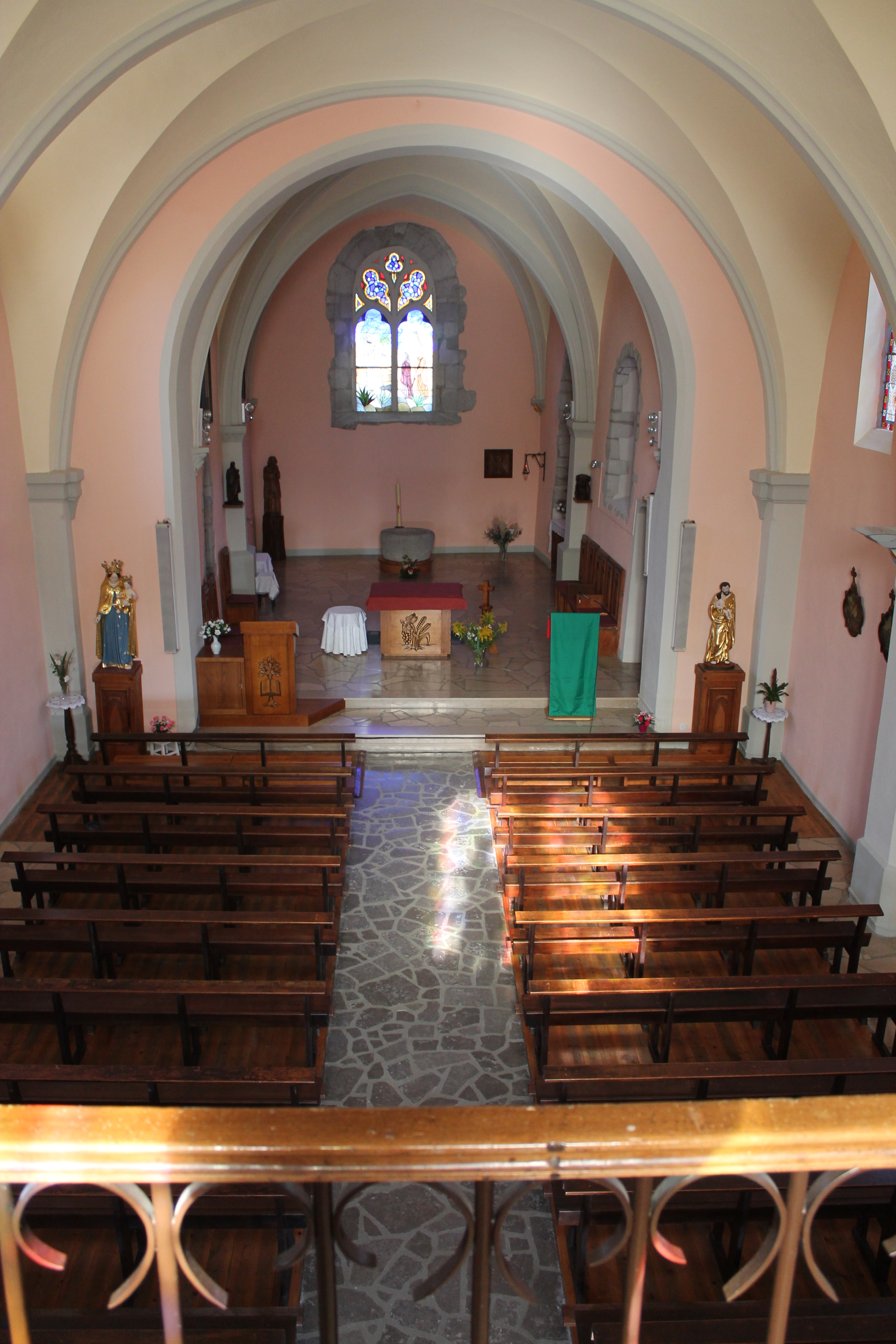
Intérieur de l'église Saint-Benoît.
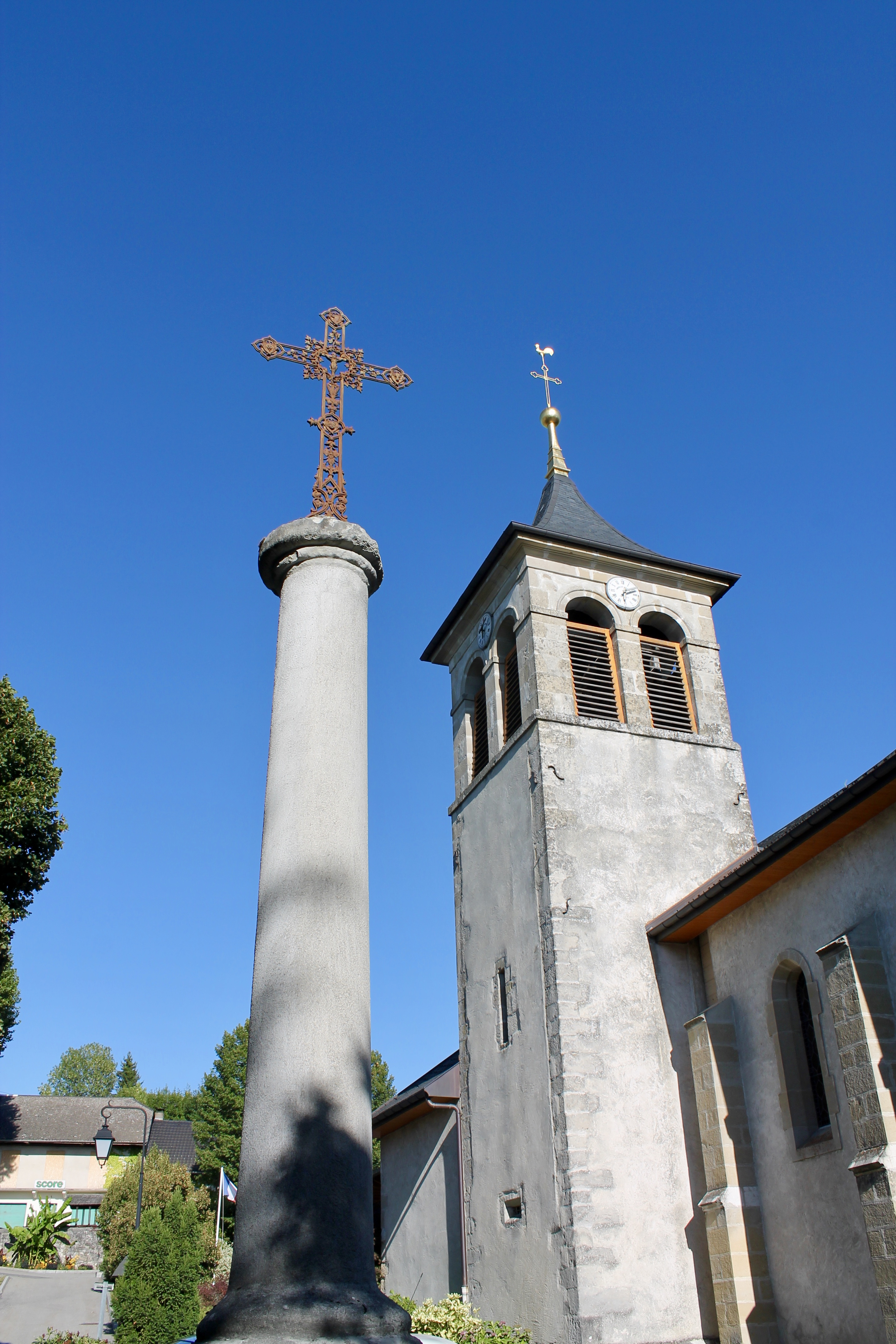
Clocher de l'église Saint-Benoît.
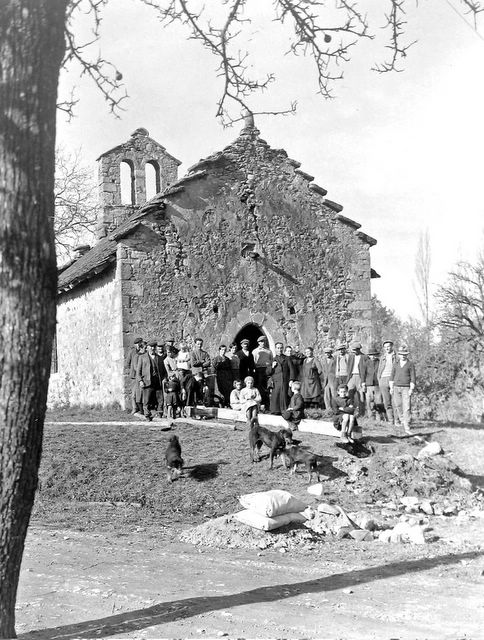
Ancienne chapelle de Véry.
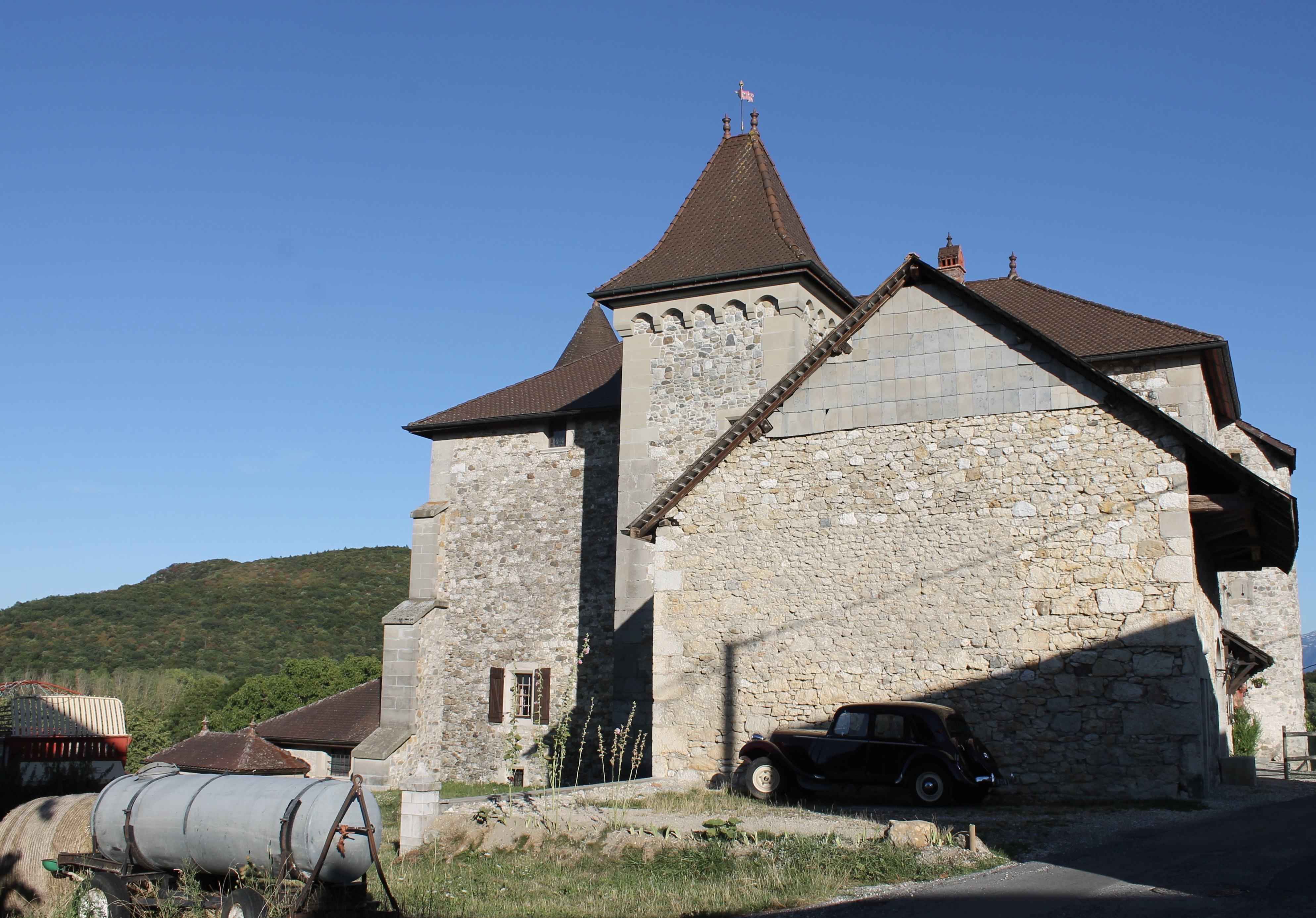
Maison forte de Rossy.
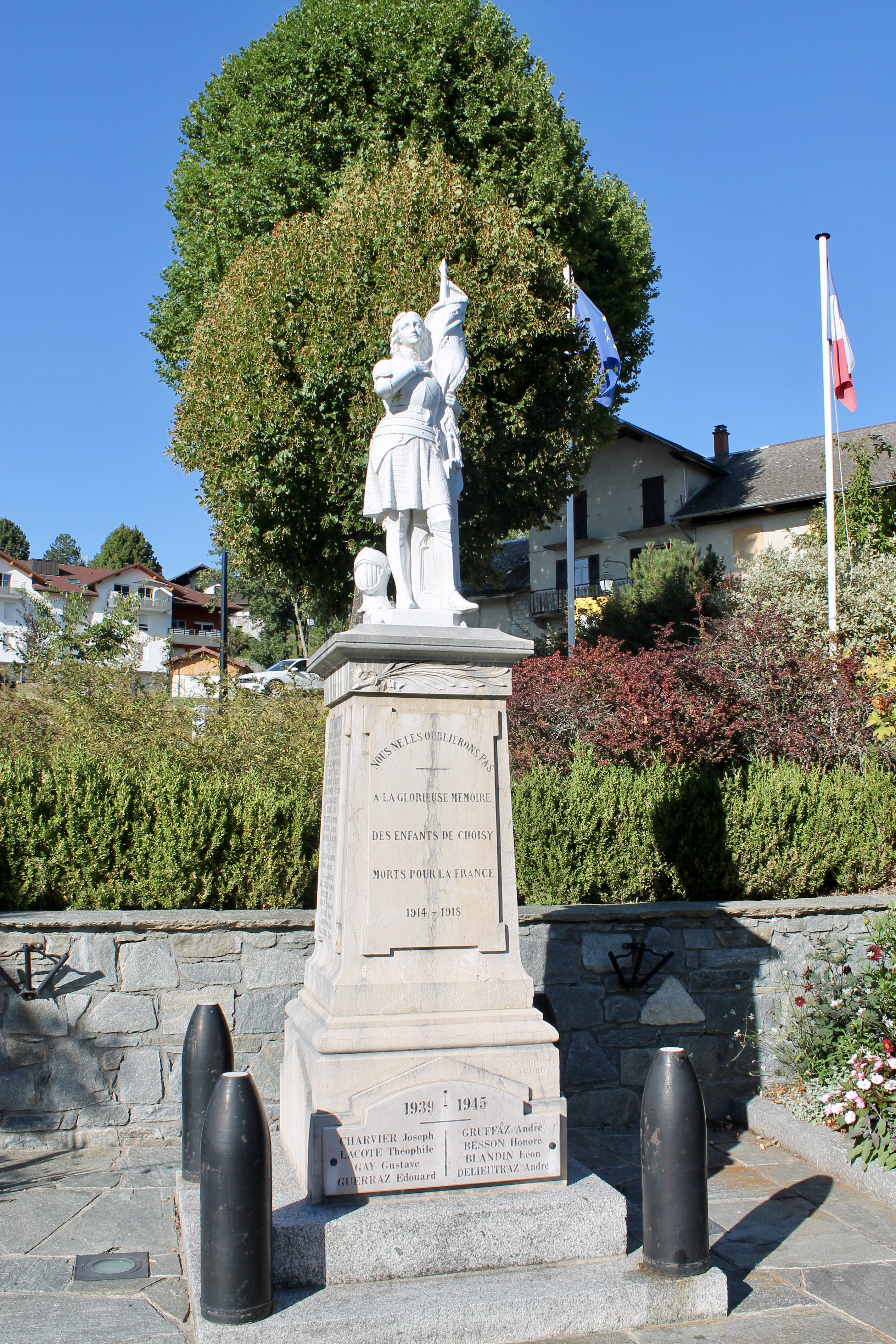
Monument aux Morts de Choisy.

Monuments laïques
- L'école de Choisy : elle fut construite de 1862 à 1865, le projet date du 11 avril 1861 (auparavant, à défaut d'école il existait des « maisons d'école » avec des salles, souvent chez les particuliers). Au début (1865), l'école comptait en tout et pour tout deux classes, et la mairie était sous le même toit. Les cours étaient dispensés par le régent (souvent le curé du village) et n'étaient pas gratuits : il y avait une taxe appelée « minerval » qui variait selon la richesse des familles ;
- La mairie ;
- Le monument aux Morts ;
- Le château de Choisy, dit de La Balme ;
- La maison forte de Rossy (1559), demeure privilégiée des seigneurs de Reydet de Vulpillières, aujourd'hui restaurée ;
- Le four à pain de Rosières ;
- Le four à pain de Rossy.

Monuments religieux
- L'église dédiée à Saint-Benoît dont certains objets ont été réalisés par l'artiste Jean Constant Demaison, originaire de la commune ;
- L'ancienne chapelle de Véry ;
- L'oratoire près de l'église.

### Espaces verts et fleurissement
En 2014, la commune obtient le niveau « une fleur » au concours des villes et villages fleuris.

### Personnalités liées à la commune
- Jean Constant-Demaison, sculpteur sur bois.
- Océane Pozzo, championne du monde junior de snowboard en 2009.

### Blason
| Armes de Choisy | Origines et explications des armes de Choisy dessinées en 1990. La trame générale du blason est constituée par les armes de la famille de Reydet, seigneurs de Choisy (voir la section Histoire) : c'est plus précisément le « champ d'azur » (le fond bleu) traversé par la « fasce d'or » (la bande dorée horizontale). Mais les « deux étoiles d'or en chef » (en haut) des armes de Reydet sont ici remplacées par deux tours, symbolisant les deux châteaux conservés par la commune, de même que le « croissant d'argent en pointe » (en bas) est remplacé par un renard, évoquant le nom d'un troisième château plus ancien et aujourd'hui en ruine, Vulpillières (en latin vulpes signifie le renard). En ornement extérieur, une « épée haute » (c'est-à-dire la pointe tournée vers le haut) « posée en pal » (verticalement) derrière l'écu rappelle la découverte d'une épée de fer faite au hameau de Rossy en 1891. |